# Frank Delay
 (janvier 2020).
Si vous disposez d'ouvrages ou d'articles de référence ou si vous connaissez des sites web de qualité traitant du thème abordé ici, merci de compléter l'article en donnant les références utiles à sa vérifiabilité et en les liant à la section « Notes et références ».
Frank Delay (de son vrai nom Frank Delhaye), né le 2 octobre 1973 à Colmar (Haut-Rhin), est un chanteur et comédien français.
Il est un ancien membre du boys band français 2Be3.

## Biographie

### Jeunesse et premiers projets
Frank Delay grandit à Longjumeau, dans l'Essonne.
Sur son enfance, il confesse au magazine Public : « J’ai grandi dans une HLM avec ma mère, préparatrice en pharmacie, qui gagnait le Smic (...) Je n’ai pas de souvenir d’enfance avec mon père. Il n’a jamais fait partie de ma vie (et est aujourd’hui décédé). »
C'est pendant son enfance que Frank Delhaye rencontre Adel Kachermi. Plus tard, au collège Louis Pasteur de Longjumeau, ils font tous les deux la connaissance de Filip Nikolic. C'est à cette période qu'ils vont faire le projet de réussir ensemble en créant un groupe de musique et de danse ; ils ne se doutent pas encore du succès qui les attend. En 1990, avec Filip, Adel et deux autres amis, il forme le groupe 2Be3.

### Activités sportives et débuts artistiques
Frank Delhaye pratique le Vovinam Viet Vo Dao depuis son enfance et a été sacré champion d'Europe junior en 1992, ainsi que vice-champion d'Europe en 1995.
En 1993, il participe à un spectacle de danse hip-hop, au Festival d'Avignon, intitulé La nuit partagée.
En 1996, Frank Dehaye et Adel Kachermi encouragent leur ami Filip Nikolic, candidat au concours des plus beaux mannequins français, dans l'émission Si on chantait animée  par Julien Courbet sur TF1.

## Carrière

### Succès avec les 2Be3
Frank Delay se fait connaître en 1996, quand To be Free devient 2Be3, un des premiers boys bands français. Le groupe remporte un très grand succès, avec notamment le tube Partir un jour.
Le groupe a vendu plus de cinq millions de disques entre 1996 et 2001.[réf. nécessaire]
Il joue son propre rôle en dans Pour être libre, une sitcom qui retrace l'histoire des 2Be3 diffusée sur TF1 de septembre à  octobre 1997.
En 1998, il est intronisé au Musée Grévin à Paris.

### Comédie et chanson
Après l'aventure 2Be3, il commence une carrière de comédien. Il joue dans le long métrage Le Conte du ventre plein de Melvin Van Peebles en 2000, ainsi que dans différents courts métrages, tels que Il y a des jours comme ça, Les félins braqueurs ou Caïds. Il joue également dans un épisode de la série Sous le soleil en 2006 et monte pour la première fois sur les planches, en 2007, dans la pièce L'Anniversaire.
Au printemps 2005, il participe sur TF1 à l'émission de télé réalité Première Compagnie.
Frank Delay enregistre un single solo, intitulé Si.
Il participe, avec des amis de Longjumeau, à la création d'une marque de vêtements appelée Ascom.
En 2010, il est à nouveau sur les planches dans une pièce de Franck Le Hen appelée Bonjour ivresse. La pièce est jouée de mars à juin au théâtre Le Méry, de juin à octobre au théâtre Rive gauche, d'octobre à juillet 2011 au théâtre Le Temple, en juillet pour le Festival d'Avignon et en septembre au Palais des glaces pour trois représentations, dont une en direct sur France 4. À partir de septembre 2011, la pièce part en tournée en province pour quelques représentations, dont une à Longjumeau en mars 2012.
Tous deux ont également créé une société de productions appelée FDLH Productions. À leur actif, la pièce Bonjour ivresse ainsi que le single de celle-ci, It's Gonna be Beautiful, qu'ils interprètent eux-mêmes.
En 2012, il fait une apparition dans un épisode de la série Métal Hurlant Chronicles diffusée sur France 4.
En janvier 2014, il joue dans la pièce de théâtre La famille est dans le pré, toujours avec son complice Franck Le Hen. Ils lancent également un projet de financement, sur internet, d'un court métrage Has Been.
En 2017, il est à l'affiche d'une nouvelle pièce Si j'avais un marteau  de Mythic et Hugo Rezeda, mise en scène par Hugo Rezeda, créée au Festival d'Avignon et jouée ensuite à l'Apollo Théâtre et en tournée.
En 2018, il fait une tournée avec une autre pièce, Un bébé nommé désir.
Depuis 2017, il fait partie du casting de la série Les Mystères de l'amour sur TMC dans laquelle il interprète le rôle de Pierre.
En 2023, il joue un ex-chanteur de boys band dénommé Vince dans un épisode de Camping Paradis, au côté d'Anthony Dupray et Thorian de Decker puis dans le prime de Noël des Mystères de l'amour avec cette fois Anthony Dupray et Chris Keller (ex-G-Squad).

### Génération Boys Band
En juin 2015, pour fêter les vingt ans du phénomène boys bands en France, il lance le groupe Génération Boys Band (GBB) en compagnie de Chris Keller (G-Squad) et d'Allan Theo. En juillet 2015, Ils sont invités dans l'émission Village Départ sur France 3. Le groupe se produit régulièrement en France, en Belgique et en Suisse.
En décembre 2015, un premier single (un medley des plus grands titres des boys bands) sort sur les plateformes de téléchargements légales.
Le groupe a créé en 2017, un spectacle musical intitulé Boys Band Forever : la presque comédie musicale, mis en scène par Hugo Rezeda et joué à l'Apollo Théâtre jusqu'en juin 2018.
En février 2017, GBB publie un titre inédit intitulé Fan de toi.
Du 31 octobre au 21 décembre 2019, ils participent à la tournée évènement Born in 90.
GBB sort également son propre Calendrier GBB 2020.
Le 15 novembre 2024, le groupe sort son premier album intitulé Adulescent - J'me souviens, composé de 4 titres inédits et de 6 nouvelles versions de chansons emblématiques des boys band.

### Vie privée
Frank Delay est père de trois enfants. Il a deux fils avec sa première compagne, Jay-Lee (né en 2001) et Kezian (né en 2002). En 2017, il indique avoir une fille, Lana (née en 2015), avec une autre femme dont il se sépare plus tard.

## Discographie
- 1996-2001 : membre des 2Be3Génération Boys Band
- 2015 : Medley
- 2017 : Fan de toi
- 2024 : J'me souviens
- 2024 : Partir un jour
- 2024 : Adulescent - J'me souviens (album)

## Filmographie
Frank Delay est parfois crédit sous le nom de Frank Delhaye 

### Cinéma

#### Long-métrage
- 2000 : Le Conte du ventre plein de Melvin Van Peebles : Lucien

#### Courts-métrages
- 2001 : Il y a des jours comme ça de Cédric Bounkoulou
- 2002 : Les Félins braqueurs
- 2003 : Faits divers et complications
- 2004 : Caïds
- 2013 : Interdit - de 16 d'Ivy Moni et Cyril Monnier : inspecteur no 1
- 2014 : Has Been de Lorène Cadeau : Stanley Verseau
- 2022 : Agiter d'Amanda Moresco : Chef

### Télévision
- 1997 : Pour être libre (40 épisodes) : Frank
- 2006 : Sous le soleil (saison 11, épisode 35 : Preuve d'amour) : Tim Douglas
- 2012 : Métal Hurlant Chronicles (saison 1, épisode 4 : Three on a Match) : un policier
- 2018- : Les Mystères de l'amour : Pierre Roussel (116 épisodes)
- 2023 : Camping Paradis (saison 14, épisode 4 : Un boys band au Paradis) : Vince

## Théâtre
- 2007 : L'Anniversaire de Jules Valauri
- 2010-2013 : Bonjour ivresse ! de Franck Le Hen, mise en scène de Christine Giua et Franck Le Hen
- 2014-2015 : La famille est dans le pré de Franck Le Hen
- 2017-2020: Si j'avais un marteau de Mythic et Hugo Rezeda
- 2018 : Un bébé nommé désir de Jean-François Champion
- 2021-2022 : Un séjour presque parfait d'Anne-Laure Estournes, mise en scène de l'auteur, tournée

## Spectacles musicaux
- 1993 : La Nuit partagée de Jean-François Duroure (Festival d'Avignon/cloître des Célestins)

- 2017-2018 : Boys Band Forever, la presque comédie musicale de Génération Boys Band, mise en scène de GBB et Hugo Rezeda.